# Manu Dibango
Emmanuel N'Djoké Dibango, conhecido como Manu Dibango (Duala, 12 de dezembro de 1933 – Paris, 24 de março de 2020), foi um músico e compositor camaronês que tocou saxofone e vibrafone de jazz e afrobeat. Uma de suas canções, "New Bell", figurou na trilha sonora do jogo Grand Theft Auto IV, mais precisamente na rádio IF99. Sua música mais conhecida é o afrobeat "Soul Makossa" de 1972, música incorporada por Michael Jackson em "Wanna Be Startin' Somethin'" e Rihanna em "Don't Stop the Music".
Morreu no dia 24 de março de 2020, aos 86 anos, em decorrência da COVID-19.

## Biografia
Dibango nasceu em Duala, Camarões. Seu pai, Michel Manfred N'Djoké Dibango, era um funcionário público. Filho de um fazendeiro, ele conheceu sua esposa viajando de piroga para sua residência, Duala. Uma mulher com estudo, ela era designer de moda, administrando seu próprio negócio. Tanto o seu grupo étnico, o Duala, como o dele, o Iabassê, viram com desdém essa união de diferentes grupos étnicos. Emmanuel não tinha irmãos, embora ele tivesse um meio-irmão do casamento anterior de seu pai, que era quatro anos mais velho do que ele. Nos Camarões, a etnia de uma pessoa é ditada pelo pai, embora Dibango tenha escrito em sua autobiografia, Three Kilos of Coffee, que ele "nunca fora capaz de se identificar completamente com nenhum dos seus pais".
O tio de Dibango era o líder de sua família. Após sua morte, o pai de Dibango se recusou a assumir o cargo, pois ele nunca iniciou totalmente seu filho nos costumes dos iabassis. Ao longo de sua infância, Dibango lentamente esqueceu a língua Iabassi em favor da Duala. No entanto, sua família morava no acampamento Iabassi, no planalto de Iabassi, perto do Rio Vuri, no centro de Duala. Quando criança, Dibango frequentava a igreja protestante todas as noites para educação religiosa, ou nkouaida. Ele gostava de estudar música lá, e supostamente era um aprendiz rápido.
Em 1941, depois de ser educado na escola de sua aldeia, Dibango foi aceito em uma escola colonial, perto de sua casa, onde aprendeu francês. Ele admirou o professor, a quem descreveu como "um desenhista e pintor extraordinário". Em 1944, o presidente francês Charles de Gaulle escolheu esta escola para realizar as cerimônias de boas-vindas após sua chegada aos Camarões.

## Discografia
- Soul Makossa (1972) Fiesta records
- O Boso (1973) London/PolyGram Records
- Makossa Man (1974) Atlantic Records
- Makossa Music (1975) Creole Records
- Manu 76 (1976) Decca/PolyGram Records
- Super Kumba (1976) Decca/PolyGram Records
- The World of Manu Dibango (1976) Decca Records
- Ceddo O.S.T (1977) Fiesta Records
- A l'Olympia (1978) Fiesta Records
- Afrovision (1978) Mango/Island/PolyGram Records
- Sun Explosion (1978) Decca/PolyGram Records
- Gone Clear (1980) Mango/Island/PolyGram Records
- Ambassador (1981) Mango/Island/PolyGram Records
- Waka Juju (1982) Polydor/PolyGram Records
- Mboa (1982) Sonodisc/Afrovision
- Electric Africa (1985) Celluloid
- Afrijazzy (1986)
- Deliverance (1989) Afro Rhythmes
- Happy Feeling (1989) Stern's
- Rasta Souvenir (1989) Disque Esperance
- Polysonik (1992)
- Live '91 (1994) Stern's Music
- Wakafrika (1994) Giant Records/Warner Bros. Records
- African Soul - The Very Best Of (1997) Mercury
- CubAfrica (com Eliades Ochoa) (1998)